# هيدروكسيلامين
هيدروكسيلامين هو مركب كيميائي من المركبات اللاعضوية له الصيغة NH2OH ويكون على هيئة صلب بلوري أبيض اللون.

## التحضير
يحضر الهيدروكسيلامين من تفاعل اختزال مركبات النتروجين ذات أرقام الأكسدة العالية باستخدام الهيدروجين أو حمض الكبريتوز أو باستخدام التيار الكهربائي.
يتم التحضير تقنياً من تفاعل أحادي أكسيد النتروجين مع الهيدروجين بوجود مستعلق من حفاز من البالاديوم أو البلاتين على الكربون المنشط في وسط من حمض الكبريتيك.
{\displaystyle \mathrm {2\,NO+3\,H_{2}\rightarrow 2\,NH_{2}OH} }
يبلغ مردود التفاعل حوالي 90%.

## الخصائص
إن مركب هيدروكسيلامين غير مستقر بالحالة الصلبة ويتفكك بسهولة عند تعريضه للحرارة، كما أنه من ماص للرطوبة.

## الاستخدامات
يستخدم الهيدروكسيلامين في المختبرات الكيميائية كمادة اختزال، كما يتشكل كمركب وسطي في العديد من التفاعلات الكيميائية في مجال البحث العلمي وفي الصناعة.
على سبيل المثال يستخدم الهيدروكسيلامين لتحضير مركبات الأكسيم.

## اقرأ أيضاً
- أمين (كيمياء)
- أكسيم
- فورمالدوكسيم